# Marise Chamberlain
Pour les articles homonymes, voir Chamberlain.
Marise Chamberlain, née le 5 décembre 1935 à Christchurch (Canterbury) et morte dans la même ville le 5 novembre 2024, est une athlète néo-zélandaise spécialiste du demi-fond. Elle est la seule athlète de Nouvelle-Zélande à avoir remporté une médaille olympique sur la piste (Lorraine Moller avait remporté sa médaille sur le marathon).

## Biographie
En 1962, aux Jeux de l'Empire britannique et du Commonwealth, Marise Chamberlain remporte l'argent sur 880 yards, derrière l'Australienne Dixie Willis. Deux ans plus tard, aux Jeux olympiques de Tokyo, elle termine troisième derrière la Britannique Ann Packer et la Française Maryvonne Dupureur. Les cinq premières coureuses (la quatrième était la Hongroise Zsuzsa Szabó-Nagy et la cinquième l'Allemande Antje Gleichfeld) de cette finale améliorent le record olympique réalisée par Maryvonne Dupureur en demi-finale.
Aux Jeux de l'Empire britannique et du Commonwealth de 1966, Chamberlain chute juste avant l'arrivée alors qu'elle menait la course et manque une médaille.

## Palmarès

### Jeux olympiques d'été
- Jeux olympiques de 1964 à Tokyo ( Japon)
  -  Médaille de bronze sur 800 m

### Jeux de l'Empire britannique et du Commonwealth
- Jeux de l'Empire britannique et du Commonwealth de 1958 à Cardiff ( Pays de Galles)
  - éliminée en série sur 100 y
  - non-partante en demi-finale sur 220 y
  - 4e en relais 4 × 110 y
- Jeux de l'Empire britannique et du Commonwealth de 1962 à Perth ( Australie)
  -  Médaille d'argent sur 880 y
- Jeux de l'Empire britannique et du Commonwealth de 1966 à Kingston ( Jamaïque)
  - 6e sur 880 y

## Sources
- (en) Cet article est partiellement ou en totalité issu de l’article de Wikipédia en anglais intitulé « Marise Chamberlain » (voir la liste des auteurs).